# Inuk
Inuk (tytuł alternatywny Le Voyage d'Inuk) – francusko-grenlandzki dramat przygodowy z 2010 roku, w reżyserii Mike’a Magidsona. Premiera filmu miała miejsce 2 października 2010 roku w Stanach Zjednoczonych podczas Woodstock Film Festival. Premiera na Grenlandii odbyła się 11 maja 2012 a w Niemczech 7 lutego 2013.

## Opis fabuły
Podczas wędrówki przez zamarznięte morze Kivioq – ojciec Inuka – tonie na oczach żony oraz kilkuletniego syna, gdy załamuje się pod nim lód.

### Nuuk
Fabuła filmu przenosi się w czasie do okresu, gdy Inuk jest już nastolatkiem. Mieszka teraz z matką i ojczymem w bloku P w centrum Nuuk, stolicy Grenlandii. Oboje – matka i ojczym – mają problemy alkoholowe i Inuk jest przez nich zaniedbywany. Jedyną jego rozrywką jest towarzystwo kolegów i muzyka rap. Matka rzeźbi tradycyjne inuickie figurki, które później Inuk sprzedaje w sklepach pamiątkowych.
Podczas libacji alkoholowej w domu ojczym zachowuje się agresywnie wobec chłopaka. Inuk wybiega z mieszkania i szuka noclegu na ulicy. Jest przeganiany z miejsca na miejsce, m.in. przez pracownika ochrony w punkcie handlowym, jak też przez bezdomnych. Rano zostaje znaleziony przemarznięty w zaparkowanym samochodzie. Dlatego duńska urzędniczka socjalna przeprowadza rozmowę z Inukiem i jego matką w obecności Aviaaji, dyrektorki domu dziecka w Uummannaq, najstarszej placówki tego typu na Grenlandii. Aviaaja pośredniczy w tłumaczeniu pomiędzy duńskojęzyczną urzędniczką a Inukiem i jego matką. Z dokumentacji wynika, ze chłopak pochodzi z Uummannaq, dlatego urzędniczka decyduje o umieszczeniu Inuka w tamtejszym domu dziecka.  Inuk wyrusza z Aaviają w około 800 km podróż lotniczą na północ, do miasteczka na wyspie w pobliżu półwyspu Nuussuaq.

### Uummannaq
Po przybyciu na miejsce Inuk poznaje innych podopiecznych ośrodka, m.in. Naję oraz Minika. Poznaje także Ikumę – myśliwego polującego na foki. Dzięki staraniom Aviaaji Ikuma – początkowo niechętnie – wraz z innymi myśliwymi z miasteczka zabiera ze sobą wychowanków na wyprawy łowieckie na zamarznięte morze.

## Wybrane nagrody i wyróżnienia[1]
- 2010: Woodstock Film Festival – nagroda Haskella Wexlera dla Xaviera Libermana oraz Francka Rabela za najlepsze zdjęcia
- 2011: Savannah Film and Video Festival – za najlepszą reżyserię dla Mike’a Magidsona
- 2013: Palm Springs International Film Festival – nagroda publiczności dla Mike’a Magidsona

## Obsada (główne role)[5]
- Gaaba Petersen – jako Inuk
- Elisabeth Skade – jako matka Inuka
- Knud Therkielsen – jako ojczym Inuka
- Rebekka Jørgensen – jako Aviaaja
- Ole Jørgen Hammeken(inne języki) – jako Ikuma
- Inunnguaq Jeremiassen – jako Minik
- Sara Lyberth – jako Naja
- Ann Andreasen – jako opiekunka socjalna

## Ciekawostki
- Film był kręcony na Grenlandii, głównie w Nuuk oraz w Uummannaq[1] – miejscowości, z której pochodzi odtwórca głównej roli Gaaba Petersen[3].
- Imię głównego bohatera, Inuk, znaczy również w języku grenlandzkim „człowiek”/„istota ludzka”, „Grenlandczyk”[6].